# Chaptalia mandonii
Chaptalia mandonii là một loài thực vật có hoa trong họ Cúc. Loài này được (Sch.Bip.) Sch.Bip. ex Burkart mô tả khoa học đầu tiên năm 1944.